# إغناثيو ارسي
إغناثيو ارسي (بالإسبانية: Ignacio Arce)‏ هو لاعب كرة قدم أرجنتيني في مركز حراسة المرمى، ولد في 8 أبريل 1992 في مدينة بارانا، انتري ريوس في الأرجنتين. لعب مع Crucero del Norte ‏.

## وصلات خارجية
- إغناثيو ارسي على موقع قاعدة بيانات كرة القدم.إي يو (الإنجليزية)
- إغناثيو ارسي على موقع Soccerway.com (الإنجليزية)
- إغناثيو ارسي على موقع عالم كرة القدم.نت (الإنجليزية)